# Triaenonychoidea
Triaenonychoidea is een superfamilie van hooiwagens met 4 families en ongeveer 440 beschreven soorten.

## Families
Deze vier families behoren tot de superfamilie Triaenonychoidea:
- Buemarinoidae Karaman, 2019
- Lomanellidae Mendes & Derkarabetian, 2021
- Synthetonychiidae Forster, 1954
- Triaenonychidae Sørensen, 1886